# تقارن محوری

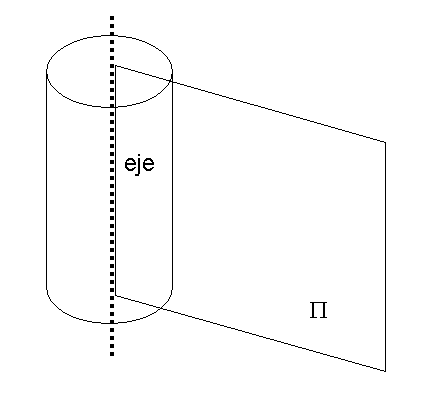
تقارن محوری

تقارن محوری (به انگلیسی: Axial Symmetry) نوعی تقارن حول محور است. هنگامی جسم یا ساختاری تقارن محوری دارد که در اثر چرخش حول محور به هر مقدار دلخواه، دقیقاً بر حالت اولیهٔ خود منطبق شود. تقارن محوری با محور تقارن چرخشی با درجه {\displaystyle \infty } هم‌ارز است.